# ジェームズ・ワーリング
ジェームズ・ワーリング（James Warring、1958年11月26日 - ）は、アメリカ合衆国の男性キックボクサー、プロボクサー、レフェリー。元IBF世界クルーザー級王者。キックボクシングで活躍する傍らボクシングに転向し、IBF王座を獲得。その後、総合格闘技の大会やK-1にも参戦。身長191cm。

## 来歴

### プロボクシング
1985年1月25日、プロデビューを果たし初回KO勝ちで白星でデビューを飾った。
1990年12月17日、NABF北米クルーザー級王者ネート・ミラーと対戦し12回3-0(116-112、116-、114-113)の判定勝ちで王座獲得に成功した。
1991年9月7日、IBF世界クルーザー級王座をジェームズ・プリチャードと行いクルーザー級世界戦最速となる初回36秒KOで下し王座を獲得した。
1991年11月15日、ドーネル・ウィングフィールドと対戦し5回1分5秒TKO勝ちで初防衛に成功した。
1992年5月16日、ジョニー・ネルソンと対戦し12回3-0(118-111、120-108、117-111)の判定勝ちで2度目の防衛に成功した。
1992年7月30日、アルフレッド・コールと対戦し12回0-3(111-116、110-117、113-114)の判定負けで3度目の防衛に失敗し王座から陥落した。
1997年5月1日、アレックス・スチュワートと対戦し10回判定負けを最後に現役を引退した。

### K-1
1997年9月7日、「K-1 GRAND PRIX '97 開幕戦」でピーター・アーツと対戦するが、3RKO負け。ボクシング世界王者がK-1のリングに上がるのはワーリングが初めてだった。

## 戦績

### プロボクシング
23戦 18勝 11KO 4敗 1分

### 総合格闘技
| 総合格闘技 戦績 | 総合格闘技 戦績 | 総合格闘技 戦績 | 総合格闘技 戦績 | 総合格闘技 戦績 | 総合格闘技 戦績 | 総合格闘技 戦績 |
| --------------- | --------------- | --------------- | --------------- | --------------- | --------------- | --------------- |
| 3 試合          | (T)KO           | 一本            | 判定            | その他          | 引き分け        | 無効試合        |
| 2 勝            | 1               | 1               | 0               | 0               | 0               | 0               |
| 1 敗            | 0               | 1               | 0               | 0               | 0               | 0               |

| 勝敗 | 対戦相手               | 試合結果                   | 大会名                         | 開催年月日     |
| ×    | ヘンゾ・グレイシー     | 1R 2:47 チョーク           | WCC 1: First Strike 【決勝】   | 1995年10月17日 |
| ○    | エリック・パーソン     | 1R 16:08 TKO（タオル投入） | WCC 1: First Strike 【準決勝】 | 1995年10月17日 |
| ○    | ジェローム・トゥルカン | 1R 2:35 ギブアップ（打撃） | WCC 1: First Strike 【1回戦】  | 1995年10月17日 |

### プロキックボクシング
| 勝敗 | 対戦相手         | 試合結果                   | 大会名                              | 開催年月日   |
| ×    | ピーター・アーツ | 3R 1:13 KO（右ハイキック） | K-1 GRAND PRIX '97 開幕戦 【1回戦】 | 1997年9月7日 |

### 異種格闘技戦
| 勝敗 | 対戦相手         | 試合結果    | 大会名                                   | 開催年月日     |
| ×    | ビリー・スコット | 10R 判定2-1 | UWFインターナショナル 格闘技世界一決定戦 | 1991年12月22日 |

## 獲得タイトル
- WKAクルーザー級王座（1983年）
- FFKAスーパーヘビー級王座（1984年）
- PKCクルーザー級王座（1986年）
- KICKクルーザー級王座（1986年）
- WKAヘビー級王座（1986年）
- WKAクルーザー級王座（1989年）
- NABFクルーザー級王座（1990年）
- IBF世界クルーザー級王座（1991年）